# Vatikáni filmlista
1995-ben a mozi megszületésének százéves évfordulója alkalmából a Szentszék összeállított egy 45 darabból álló listát az általuk a legnagyszerűbb filmeknek tartott alkotásokból. A filmeket három kategóriába csoportosították: vallás, értékek és művészet.

## Vallás
- Lucien Nonguet/Ferdinand Zecca: Jézus Krisztus élete és szenvedése (1903)
- Carl Theodor Dreyer: Jeanne d'Arc szenvedései (1928)
- Maurice Cloche: Páli Szent Vince – Az irgalmasság szentje (1947)
- Roberto Rossellini: Ferenc, Isten lantosa (1950)
- Carl Theodor Dreyer: Ige (1955)
- Luis Buñuel: Nazarin (1959)
- William Wyler: Ben-Hur (1959)
- Pier Paolo Pasolini: Máté evangéliuma (1964)
- Fred Zinnemann: Egy ember az örökkévalóságnak (1966)
- Andrej Tarkovszkij: Andrej Rubljov (1966)
- Andrej Tarkovszkij: Áldozathozatal (1986)
- Roland Joffé: A misszió (1986)
- Alain Cavalier: Thérese története (1986)
- Gabriel Axel: Babette lakomája (1987)
- Liliana Cavani: Assisi Szent Ferenc (1989)

## Értékek
- D. W. Griffith: Türelmetlenség (1916)
- Roberto Rossellini: Róma, nyílt város (1945)
- Frank Capra: Az élet csodaszép (1946)
- Vittorio De Sica: Biciklitolvajok (1948)
- Elia Kazan: A rakparton (1954)
- Icsikava Kon: A burmai hárfa (1956)
- Ingmar Bergman: A hetedik pecsét (1957)
- Ingmar Bergman: A nap vége (1957)
- Kuroszava Akira: Derszu Uzala (1975)
- Ermanno Olmi: A facipő fája (1978)
- Hugh Hudson: Tűzszekerek (1981)
- Richard Attenborough: Gandhi (1982)
- Louis Malle: Viszontlátásra, gyerekek! (1987)
- Krzysztof Kieślowski: Tízparancsolat (1989)
- Steven Spielberg: Schindler listája (1993)

## Művészet
- F. W. Murnau: Nosferatu (1922)
- Fritz Lang: Metropolis (1927)
- Abel Gance: Napóleon (1927)
- George Cukor: Fiatal asszonyok (1933)
- Charlie Chaplin: Modern idők (1936)
- Jean Renoir: A nagy ábránd (1937)
- John Ford: Hatosfogat (1939)
- Victor Fleming: Óz, a csodák csodája (1939)
- Walt Disney/Ben Sharpsteen (főrendezők): Fantázia (1940)
- Orson Welles: Aranypolgár (1941)
- Charles Crichton: A Levendula-dombi csőcselék (1951)
- Federico Fellini: Országúton (1954)
- Federico Fellini: 8 és ½ (1963)
- Luchino Visconti: A párduc (1963)
- Stanley Kubrick: 2001: Űrodüsszeia (1968)

## Fordítás
- Ez a szócikk részben vagy egészben  a   Vatican's list of films című angol Wikipédia-szócikk ezen változatának fordításán alapul.  Az eredeti cikk szerkesztőit annak laptörténete sorolja fel. Ez a jelzés csupán a megfogalmazás eredetét és a szerzői jogokat jelzi, nem szolgál a cikkben szereplő információk forrásmegjelöléseként.